# Antoine Pascual
Antoine Pascual est un footballeur français né le 3 décembre 1933 à Oran. Il était défenseur,.